# Митурич, Николай Александрович
Николай Александрович Митурич (16 января 1891 года, Кронштадт — 1973 год, Ленинград) — советский архитектор.

## Биография
Николай Митурич родился 16 января 1891 года в Кронштадте, в семье военного. Троюродный брат художника Петра Васильевича Митурича. В 1907 году поступил в Институт гражданских инженеров. Учился в мастерской профессора Александра Александровича Бернардацци (1871—1931), чье творчество принадлежало ретроспективному направлению («Дом-сказка» на Английском проспекте представлял собой характерную смесь приемов северного национального романтизма). В то же время многие студенческие проекты Митурич были выполнены в стиле неоклассицизма. С началом Первой Мировой войны, Митурич ушел добровольцем в действующую армию, где работал санитаром, руководил перевязочным пунктом, занимался организацией медицинской помощи и мобильных питательных пунктов. Во время революции все ещё был на фронте, с 1918 года — уже как доброволец Красной Армии. После демобилизации (1919) снова продолжил прерванную учёбу. В 1923 году в ЛИГИ организовал свою мастерскую один из основоположников ленинградского конструктивизма Александр Сергеевич Никольский, Митурич стал его учеником. Под руководством профессора Никольского Митурич вместе с А. И. Петелиным и Д. Б. Савицким участвовал в создании конкурсного проекта памятника Ленину перед Финляндским вокзалом. В 1924 году Митурич и его товарищи по учёбе в ЛИГИ, архитекторы Николай Федорович Демков, Василий Павлович Макашов и В. К. Крылов, организовали (снова под руководством Никольского) карнавал «День текстильщика» — народное гуляние, прошедшее в парке Елагина острова 13 июля.
В 1924 году архитектора пригласили на должность главного художника и заведующего художественно-постановочной частью только что основанного при Клубе совторгслужащих «Красного театра» (в 1936 году после нескольких слияний он был преобразован в Ленинградский Государственный театр им. Ленинского Комсомола). Театр открылся 24 октября постановкой пьесы «Джон Рид» (автор и режиссёр — И. Г. Терентьев) в декорациях Николая Митурича. Впоследствии он оформил множество спектаклей, а театральные интерьеры станут в 1930-е годы одной из его профессиональных специализаций.
После окончания ИГИ Митурич некоторое время проработал ассистентом на кафедре Архитектурного проектирования. Однако вскоре его взяли в штат Проектного бюро Строительного комитета Отдела коммунального хозяйства Ленинграда. С середины 1920-х годов в рамках пропаганды социалистического образа жизни городские сады приспосабливали для проведения соревнований, концертов, игр. Строились типовые спортивные павильоны, киоски, тиры, летние кинотеатры и музыкальные эстрады. Проекты разрабатывали при Ленинградском областном совете профессиональных союзов, для чего там был создан специальный Сектор капитального строительства. С 1930 года Николай Александрович Митурич возглавлял архитектурно-проектировочную мастерскую при Секторе, под его руководством были спроектированы десятки сооружений.
В связи с планами клубного строительства, которое надеялись развернуть профсоюзы, в Секторе создали три проектные группы. Одно бюро возглавил Александр Никольский (Митурич в составе этой группы участвовал в первом этапе проектирования будущего Кировского стадиона в 1932 году). Вторым бюро руководил Ной Абрамович Троцкий, а третьим — Николай Митурич и Василий Макашов. Первое самостоятельное клубное здание Митурич построил совместно с В. П. Макашовым, для Союза рабочих слаботочной электропромышленности — клуба металлистов имени Орлова при заводе «Светлана» (1927—1928, разрушен во время Второй мировой войны). В 1929 году Николай Александрович приступил к разработке сразу пяти Домов Культуры: Охтинского порохового завода, Ульяновского порохового завода в Саблино, союза совторгслужащих на улице Декабристов, имени Кирова в Мурманске, «Полюстровский металлист» при заводе «Красный выборжец». В 1930 году — участие в конкурсах и проекты ещё трех ДК: Василеостровского района Ленинграда, ДК для рабочих завода «Красный путиловец» и ДК в Петрозаводске. Три здания, к работе над которыми Митурич приступил в 1929 году, были построены (Ульяновский Дом Культуры, 1931, не сохранился; Дом культуры советских торговых служащих (Дом культуры имени Первой пятилетки, ул. Декабристов, 34, снесен в 2005; Мурманский Дом культуры имени С. М. Кирова (открыт в 1932, здание пострадало в годы Великой Отечественной войны, в первоначальных формах не восстанавливалось). Четвёртый проект — Пороховской ДК — оказался не реализованным лишь в результате неблагополучного стечения бюрократических обстоятельств.

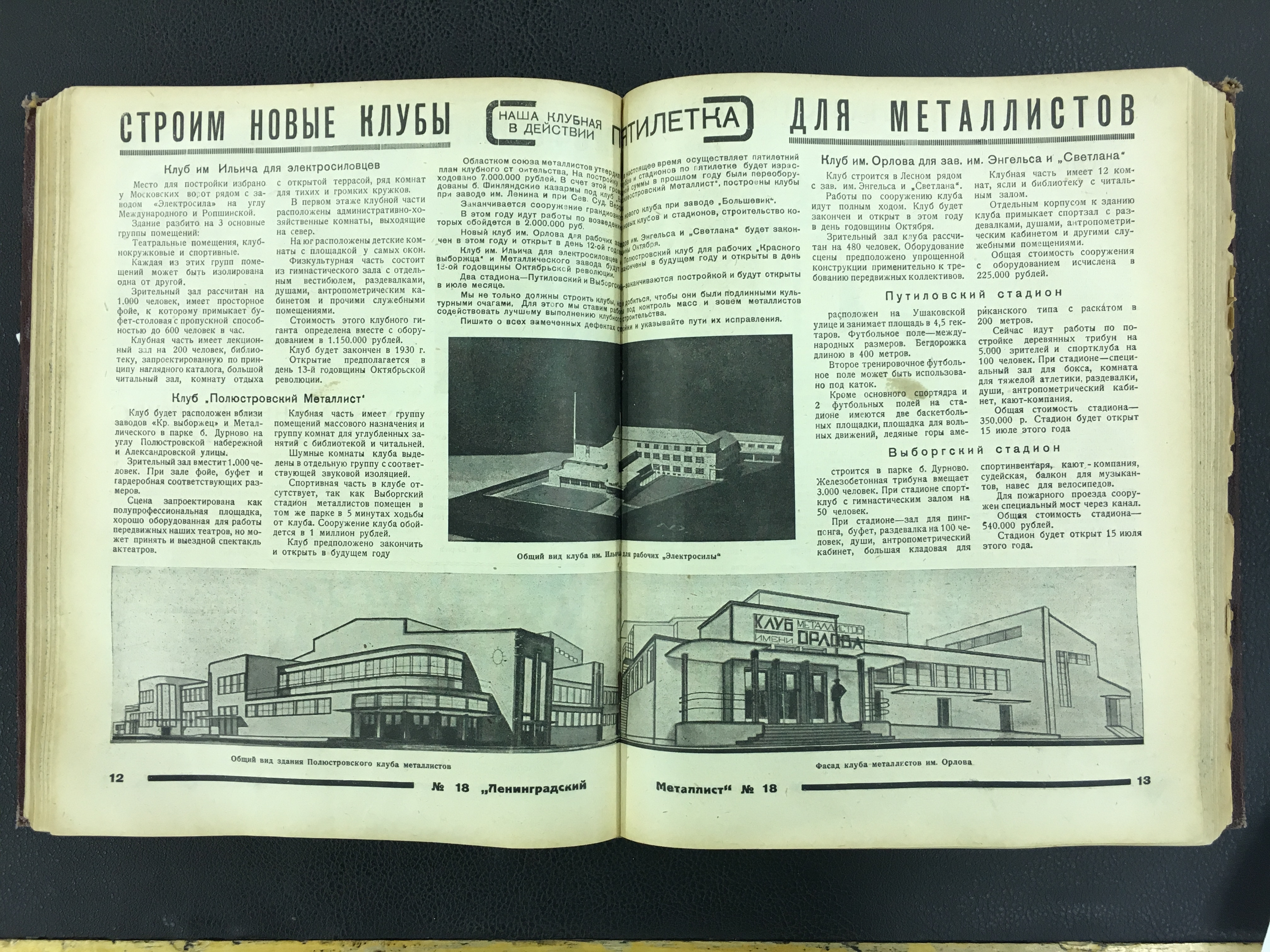
Клуб «Полюстровский металлист» при заводе «Красный выборжец». 1929. Из статьи: Строим новые клубы // Ленинградский металлист. 1929. № 18. С. 12.

Критика конструктивизма и возвращение к наследию исторических стилей после 1932 года отразились и на творчестве Николая Митурича. Уже в 1931—1932 в его проектах появляется тяга к монументальности, симметрии, ритмическим и пропорциональным ходам классической архитектуры. В 1933 году Митурич и Макашов приступают к работе над проектом Красного театра. Театр возводили на фундаментах сгоревшего Театрального корпуса бывшего императорского Народного дома в Александровском парке. Первый проект театра был разработан Н. Ф. Демковым, однако позже было проведено ещё несколько этапов конкурса, в результате работа была поручена мастерской Митурича. Возможно, это было связано с тем, что к тому моменту Митурич уже более 10 лет сотрудничал с Красным театром или с тем, что хорошо знал участок по предыдущим конкурсам для парка Ленина и Госнардома. К строительству Красного театра приступили в сентябре 1933 года, но через четыре года он все ещё не был готов. Стройка фактически несколько лет оставалась «бесхозной», поскольку строительство четыре раза переходило из одного ведомства в другое (Госнардом, Наркомпрос, Управление дворцов и Парков, Красный театр, Комитет по делам Искусств.) В проекте Митурич и Макаров развивают традиции дореволюционного петербургского классицизма. Мотив колоннады входной зоны Красного театра — почти цитата из Ивана Фомина и его проекта дачи Александра Александровича Половцева (1911—1913). Только вместо ионического ордера использован более пышные коринфский, и треугольный фронтон уступил массивному высокому аттику.
Интерьеры театра, частично сохранившиеся после поздних реставраций, представляют собой редкий образец аутентичного цельного ансамбля середины 1930-х годов, реализованного с вниманием и профессиональной тщательностью. Часть предметов мебели была изготовлена по эскизам Митурича и Макашова на Фабрике театральной художественной мебели (Николая Митурич потом долго сотрудничал с фабрикой).
Параллельно с работой над Красным Театром Митурич вел ряд других проектов, к которым относятся железнодорожные вокзалы в Петрозаводске и Хибиногорске (современный Кировск), дорожный дом на станции Званка, типовые железнодорожные станции для Мурманской железной дороги, парные маяки для Финского залива, эскизы здания Государственного театра оперы и балета в Петрозаводске. Во второй половине 1930-х годов архитектор был назначен на несколько ответственных должностей: в 1936 году он включен в правление ЛОССА, а в 1937 возглавил секцию проектно-строительного дела (его заместителем был Яков Свирский). В 1938 году Митурич рекомендован архитектором Александром Ивановичем Гегелло в состав бригады Комиссии Советского Контроля по обследованию архитектурно-проектных организаций Ленинграда, с 1940 года работал в Ленпроекте. Вместе с Виктором Фёдоровичем Твелькмейером и Давидом Львовичем Кричевским по поручению Ленсовета проводил обследование пригородных дворцов и парков, после чего Митуричу была поручена реставрация здания и восстановление интерьеров Английского дворца в Петергофе.
В 1941 году Митурич мобилизован в составе мастерской, и организовал при Военно-морской академии кафедру противовоздушной маскировки, назначен главным маскировщиком Военно-воздушных сил Балтийского флота. После контузии в 1942 году был эвакуирован из блокадного города в Барнаул. Архитектор вернулся в Ленинград в ноябре 1944 года и занялся объединением сотрудников своей мастерской, оставшихся в Ленинграде. Занимался реконструкцией Дворца Культуры Первой Пятилетки (1949, внешний облик был полностью изменён, из конструктивистского клуба здание превратилось в неоклассический Дворец Культуры). В 1945 году Митурич возглавил Архитектурную проектно-сметную мастерскую по клубным и театральным зданиям при ленинградском отделении Всесоюзного треста Горстройпроект (с 1948 — при театрально-постановочном комбинате управления по делам искусств Ленгорисполкома). Проектируя интерьеры и разрабатывая эскизы для мебели, Митурич после войны чаще всего обращался к образцам дореволюционной неоклассики, традициям петербургского ампира. После войны требовалась реставрация, реконструкция и переоснащение большинства театральных зданий. Среди объектов, которые были поручены Митуричу и его коллегам в 1940—1950-е годы, — интерьеры Большого драматического театра, драм-театра Пассажа, Театра кукол, Театра Ленсовета, Театра музыкальной комедии, Малого оперного театра, Театра драмы имени А. С. Пушкина, центральных театральных касс, Музея городской скульптуры, Академии художеств, цирка, Филармонии, Консерватории, Ветеринарного института и многих других организаций.